# 425-й окремий штурмовий полк «Скала»
425-й окремий штурмовий полк «Скала» — формування військ у складі Сухопутних військ Збройних Сил України чисельністю в полк.

## Історія
Створений у 2022 році, свою назву отримав від позивного командира Юрія Гаркавого — «Скала».
В січні 2025 року стало відомо, що батальйон масштабовано до полку, зокрема розгортаються танковий та артилерійський підрозділи. Того ж місяця командира полку — підполковника Юрія Гаркавого відзначено орденом «Золота Зірка» та званням Герой України.

### Бойовий шлях

#### 2022
У липні 2022 року окремий батальйон розвідки «Скала» працював із 40-ю артилерійською бригадою на Харківщині. Для ураження позицій росіян застосовувалися причіпні гаубиці M777.
9 вересня 2022 року окремий батальйон розвідки «Скала» одним з перших зайшов у Бражківку, що за 18 км на південь від Ізюма.
11 вересня 2022 року батальйон брав участь у звільненні міста Ізюм, зайшов туди одним з перших. Батальйон мав спеціалізацію у розвідці, аеророзвідці та штурмі.
На вересень 2022 року входив до складу ОК «Схід». 20 вересня батальйон захопив на Харківщині командно-спостережну машину 1В1003 комплексу управління артилерією 1В198 «Канонада».

#### 2023
Влітку 2023 року батальйон брав участь в українському контрнаступі, зокрема брав полонених та штурмував російські позиції в селі Роботине.

#### 2024
22 липня 2024 року бійці батальйону в ході нічної операції на бойовій машині M2 Bradley стрімким маневром увірвались на позиції окупантів під Вугледаром і захопили їх з 2 вбитими та 8 полоненими окупантами.
23 липня 2024 року бійці батальйону за підтримки Bradley штурмували зайняті ворогом будинки та підвали у Нью-Йорку. Була проведена операція з зачистки елеватора, за 3 дні вдалося взяти 16 полонених.
7 грудня 2024 року батальйон провів контратаку та зачистив від окупантів село Роздольне Донецької області біля Великої Новосілки. Була знищена російська штурмова група та взято в полон 2 осіб.
В грудні 2024 батальйон штурмував село Шевченко біля Покровська із застосуванням бронетехніки. Для вибиття окупантів, що зайняли будинки у важливому для оборони Покровська селищі, було використано піхоту на броньовиках M1117 та танки.

#### 2025
На початку квітня аеророзвідники 425-го штурмового полку «Скала» вступили у ближній бій з російською диверсійно-розвідувальною групою, яка проникла у тил для ліквідації українських операторів БпЛА. Група російських диверсантів намотала на себе пов’язки із жовтого скотчу, щоб вдати з себе українських бійців та пробралася вглиб позицій у пошуках операторів дронів на покровському напрямку.
20 травня 2025 року в складі 425-го окремого штурмового полку сформовано першу в Збройних Силах України штурмову мотоциклетну роту.

## Оснащення
- M2 Bradley[21][2]
- Leopard 1A5[2]
- M1117 Armored Security Vehicle[2]
- Козак-5[2]
- HMMWV[22]
- 2С1 «Гвоздика»[2]
- БМ-21 «Град»[2]
- M109[23]

## Символіка
На першій офіційній емблемі батальйону було зображено дрон та американські переносні протитанкові ракетні комплекси (ПТРК) «Джевелін» як основні інструменти роботи військовослужбовців зведеного підрозділу.
Згодом символіка еволюціонувала, і втілилась у вигляді наступної емблеми, яку вручили Президенту Зеленському.
На емблемі старого зразка, що використовувалася до 2025 року, в чорному щиті було зображено фігуру срібного орла, над яким розташовано скелі, а здолу — стилізований тризуб.

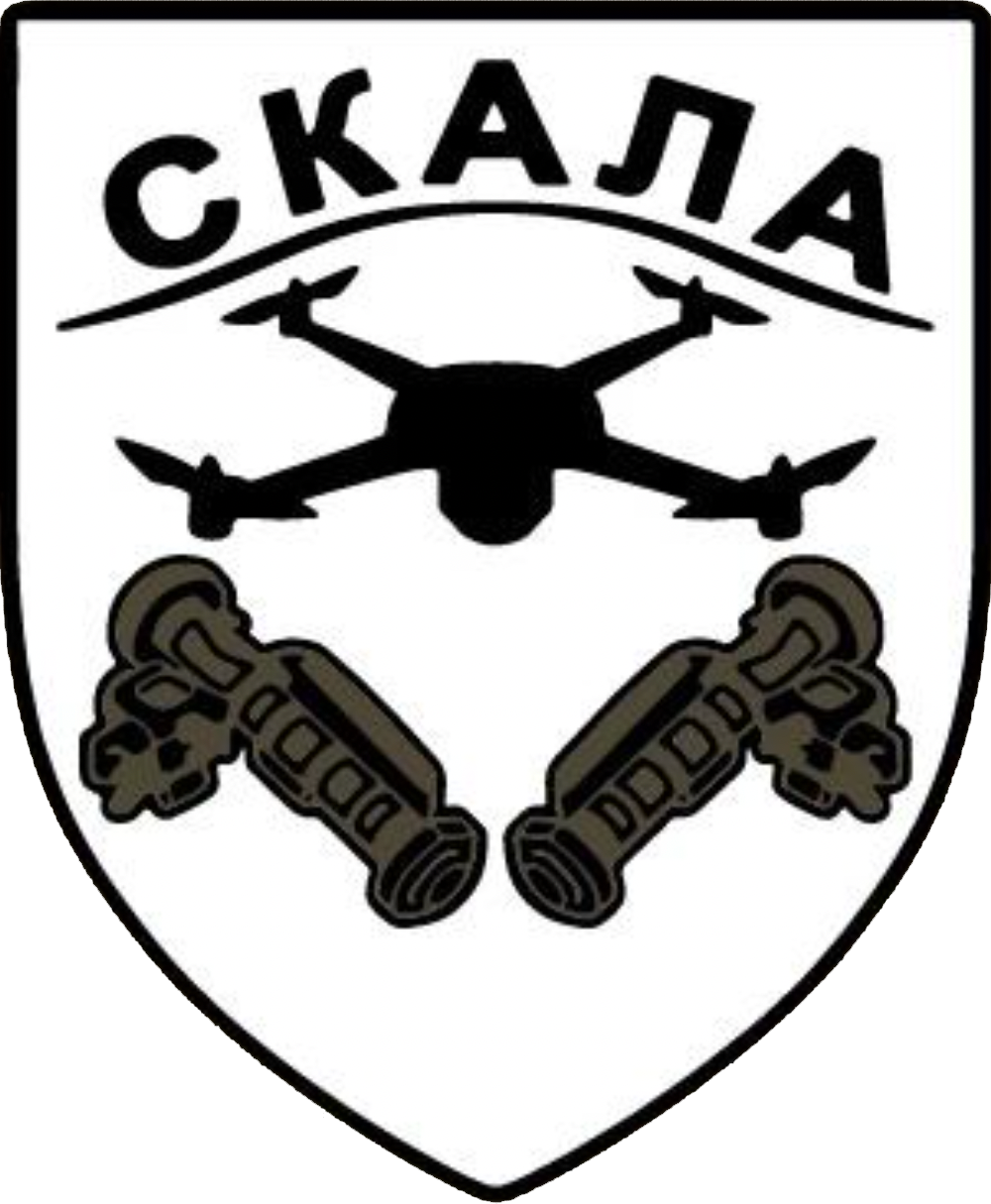
Емблема батальйону, 2022
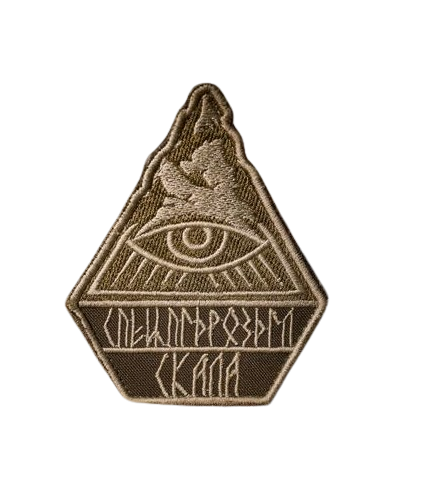
Нарукавний знак польового зразка, 2022
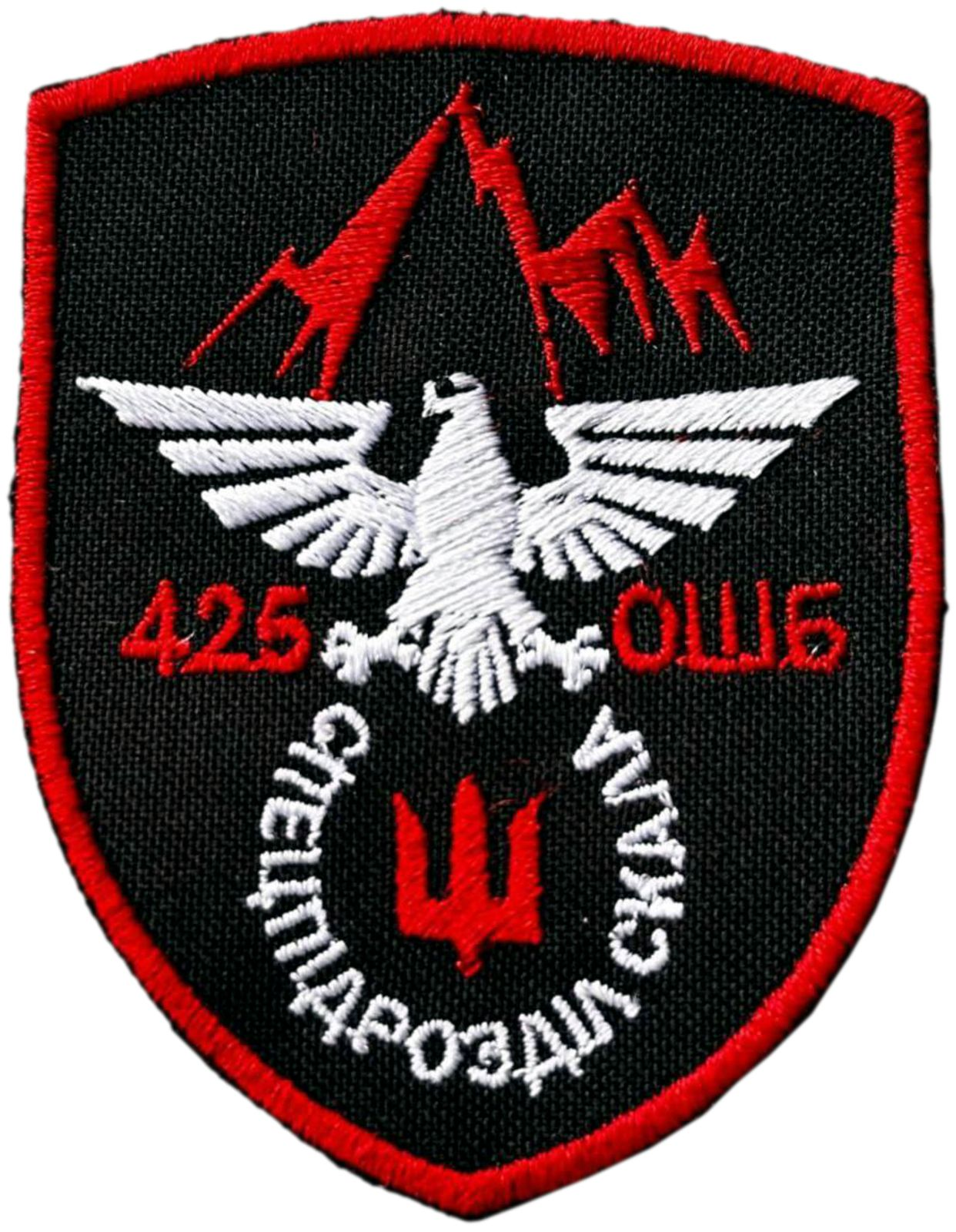
Емблема батальйону, 2024
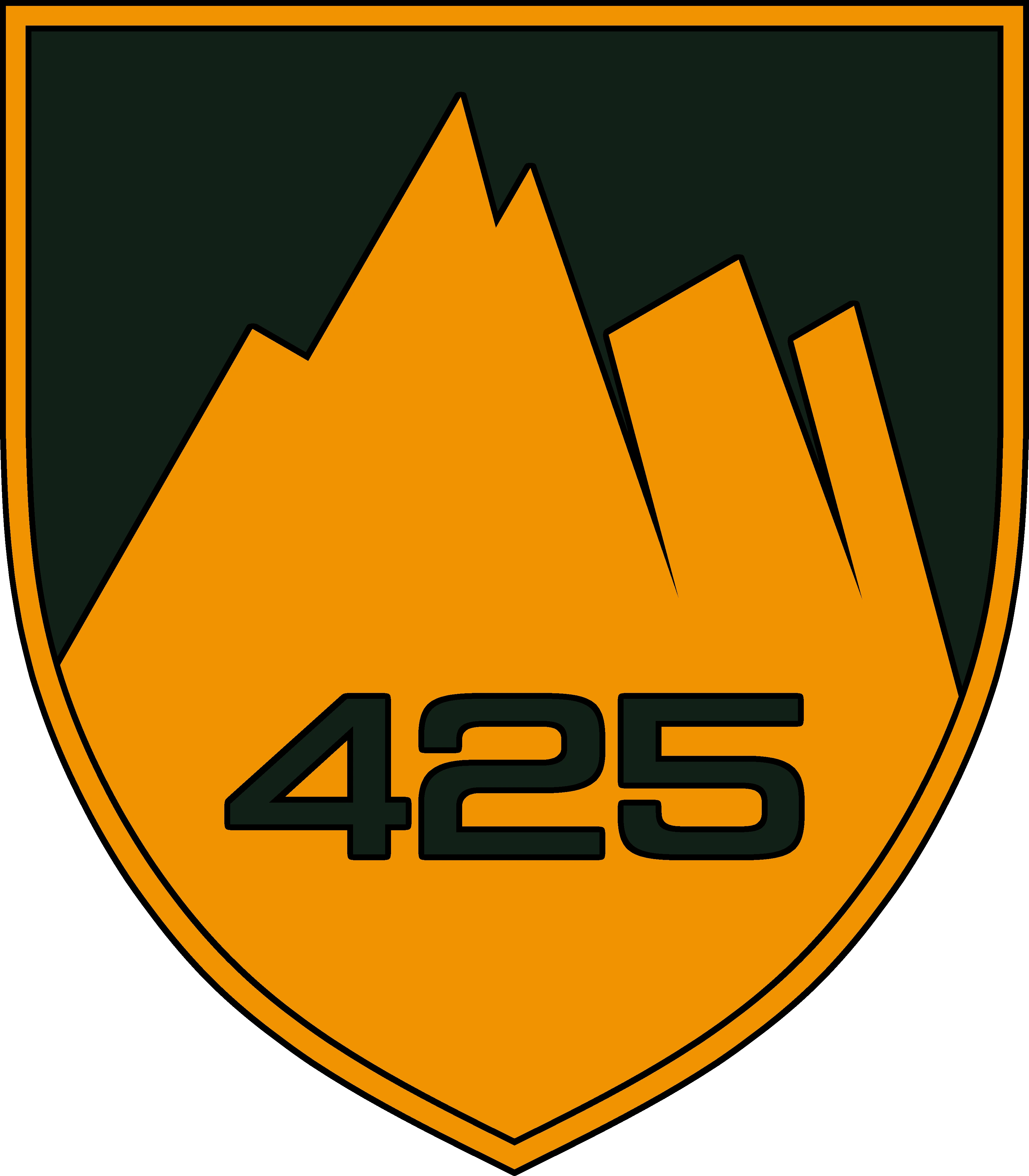
Сучасна емблема

## Командування
- 2024: підполковник Гаркавий Юрій Васильович «Скала»[26]

## Втрати

### 2022
- 18.06.2022 — Копчак Юрій Михайлович («Кекс»). 21.04.1995 р.н.[27]
- 17.09.2022 — Яцуник Віктор Васильович («Британець»). 11.04.1978 р.н.[28]
- 17.09.2022 — Шпилєвий Іван Олександрович («Садист»). 26.01.1990 р.н.[29]
- 6 грудня 2022 — Бородулін Ярослав («Вегас»). 22 роки.[30]

### 2023
- 9 червня 2023 року — Власюк Олександр Валерійович (05.02.1983 р.н.), солдат-штурмовик, загинув в бою поблизу селища Опитне під час евакуації поранених.[31]

### 2024
- 14 січня 2024 — Холод Сергій («Смайлик»). 23 роки, селище Бабаї. Загинув в селі Опитне Донецької області.[32]
- 01 квітня 2024 — Дячук Руслан Денисович (14.02.1999 р.н.), солдат контрактник, народився в с. Інгульське Кропивницького району.  Загинув поблизу с. Костянтинівка Покровського району.[33]
- 17 квітня 2024 — Яремчук Олександр Миколайович. 28.06.1971, с. Корделівка. Помер в шпиталі в Дніпрі після поранення.[34][35]
- 25 травня 2024 - Володимир Дахновський, стрілець, помічник гранатометника 1 штурмового відділення 2 штурмового взводу 1 штурмової роти. Загинув в районі Красногорівки Покровського району на Донеччині. До 2025 рок вважався зниклим без вісти[36].
- 1 листопада 2024 — Радченко Микита. 2 травня 1992, 32 роки, м. Слов'янськ. Потрапив під артилерійський обстріл поблизу села Шахтарське Волноваського району.[37]
- 1 грудня 2024 - Кириченко Артем Андрійович, 34 роки. Иолодший сержант, командир бойової машини 1 штурмового відділення 3 штурмового взводу 2 штурмової роти. Загинув біля населеного пункту Миколаївка Донецької області[38].
- 25 грудня 2024 — Іванищук Володимир. Загинув на Донеччині.[39]

### 2025
- 7 березня 2025 — Анатолій Кобернюк (03.04.1984, с. Правдівка Ярмолинецького району). Загинув на Покровському напрямку[40].
- 11 травня 2025 — Андрій Кривошея. Загинув на бойовому завданні поблизу Павлівки Сумського району[41].
- 8 серпня 2025 — Мальчик Степан. 16.07.1987, м. Львів [42]

### Відео
- «Наші втрати не даремні» — командир розвідки батальйону ОК Схід БОГДАН ПАПАДІН. БУТУСОВ ПЛЮС
- "Де їли, там і с@али. Церква стала бомжатнею Ставлення ЗС РФ до святині Московського патріархату. БУТУСОВ ПЛЮС
- Віктор «Британець». Останнє інтерв'ю. "Як тільки ми заїхали, повітря стало більше БОГДАН ПАПАДІН. БУТУСОВ ПЛЮС
- Ізюм під абсолютним контролем українських військових Обрії
- «Забрали оружие и заставили идти пешком в сторону России». Документи з рапортами «отказников» БУТУСОВ ПЛЮС
- «Повний фарш, максимальна комплектація». Склад матеріального забезпечення РФ та трофейна БМП. Ізюм БУТУСОВ ПЛЮС
- «БТР-82. В нас на озброєнні таких не має, але ми вже достатньо набрали і тепер будуть» БУТУСОВ ПЛЮС
- Підготували орків для фасування по пакетах YouTube канал «Еспресо»
- Ексклюзив від InformNapalm: Батальйон розвідки Skala & M777 представляють Inform Napalm
- Дрони та Артилерія | Скала батальйон, 93 бригада Пам'яті Юрія Копчака «Кекса».Sich — ukrainian spirit
- Артилерійська бригада спільно з окремим батальйоном розвідки «Skala» впевнено робить свою справу. Сухопутні війська України
- Рідкісна російська командно-спостережна машина 1В1003 комплексу управління артилерією 1В198 Канонада БУТУСОВ ПЛЮС
- Как вербуют ЗЕКов| ОТСИДЕЛ 23 ГОДА|"ВАГНЕРОВЕЦ"СДАЛСЯ В ПЛЕН | ХОЧУ ВОЕВАТЬ ЗА УКРАИНУ | Ходят Слухи
- «Вони вірили, що це захистить від джавелінів, але це як носити амулет від чорної кішки» БУТУСОВ ПЛЮС
- На Харківщині наші воїни продовжують збирати трофеї БУТУСОВ ПЛЮС
- Вісім бійців взяли в полон 16 росіян. Контратака у нью-йорку. 425 батальйону "скала". на YouTube // 23.08.2024